# Adéla
Adéla (staročesky a moravsky Adléta) je počeštěná verze starogermánského jména Adalheid. Významový výklad tohoto jména je vznešená bytost, člověk s vybranými způsoby a ušlechtilou postavou. Dalšími variantami jsou Adelheid, Alis, Adelaida i Adela.
V českém občanském kalendáři má svátek 2. září.

## Další varianty
Adèle, Adeline, Adalaide, Adala, Adalheid

## Domácké podoby
Ája, Áďa, Áda, Ájinka, Adélka, Aduš, Adla, Aďka, Adka, Ady, Adelinka, Aďa, Aduška, Adelička

## Statistické údaje
Následující tabulka uvádí četnost jména v ČR a pořadí mezi ženskými jmény ve srovnání několika roků, pro které jsou dostupné údaje MV ČR – lze z ní tedy vysledovat trend v užívání tohoto jména:
| Rok  | Četnost | Pořadí |
| 1999 | 14 617  | 77.    |
| 2002 | 16 493  | 75.    |
| 2006 | 26 008  | 58.    |
| 2009 | 32 179  | 48.    |

Procentní zastoupení tohoto jména mezi žijícími ženami v ČR vzrostlo za 10 let více než dvojnásobně, což svědčí o značném nárůstu obliby tohoto jména.
V lednu 2008 se podle údajů ČSÚ jednalo o 4. nejčastější ženské jméno mezi novorozenci.

## Známé nositelky jména

### Historické postavy
- Adéla z Pfalzelu (660? - 24. prosince 734) – svatořečena, franská řeholnice
- Adéla Akvitánská (945?- 1004) – francouzská královna
- Adéla Brunšvická (Adelheid; 1293? -1324) – byzantská císařovna z dynastie Welfů
- Adléta Brunšvická (1300-1320) – česká královna
- Adéla Burgundská, svatá Adelaida (931-999) – italská a německá královna, římská císařovna
- Adéla Flanderská (1064?-1115) – dánská královna, vévodkyně z Apulie a Kalábrie
- Adéla Francouzská – více osob, rozcestník
- Adéla z Frioul (850-901) – druhá manželka západofranského krále Ludvíka II. Koktavého
- Adéla Holandská (1230-1284) – regentka za nezletilého Florise V. Holandského.
- Adéla ze Champagne (1140? –1206) – francouzská královna
- Adéla Kyjevská (1071– 1109) – manželka Jindřicha IV. a římskoněmecká císařovna
- Adléta Míšeňská (1160-1211)– česká královna, manželka Přemysla Otakara I.
- Adéla Savojská (1154) – francouzská královna
- Adéla del Vasto (1072–1118) – hraběnka sicilská a královna jeruzalémská.

### Ostatní
- Adela Banášová – slovenská moderátorka
- Adéla Bočanová – česká florbalistka
- Adéla Gondíková – česká moderátorka
- Adéla Matasová – česká umělkyně
- Adéla Pollertová – česká baletka
- Adéla Sýkorová – česká sportovní střelkyně, držitelka bronzové olympijské medaile.
- Adele – britská zpěvačka

## Nositelky Adalheid
- Adelheid z Vohburgu
- Adelheid z Wolfratshausen
- Adelheid z Hohenlohe-Langenburgu, neteř královny Viktorie
- Adelheid Arndt – německá herečka
- Adelheid Maria Eichner – německá skladatelka
- Adelheid Amalie Gallitzin – německá šlechtična
- Adelheid Morath – německá "horská" cyklistka
- Adelheid Popp – rakouská novinářka
- Adelheid Seeck – německá herečka
- Adalaide Kelley, dcera herečky Katherine Heiglové

## Jiné Adély
- rod motýla z čeledi adélovitých – například adéla pestrá, adéla zelená
- slavná masožravá rostlina z filmu Adéla ještě nevečeřela
- Adélka z Babičky od Boženy Němcové
- princezna Adélka z pohádky S čerty nejsou žerty
- Adélina země (Terre Adelie) - Antarktický sektor- 400 000m²-od r.1840-hranice oficiálně od r.1938-nyní také Francouzské jižní a Antarktické území. "Terre Adelie/Dumont D'Urville" byl přetisk na madagaskarské letecké známce pro francouzskou výzkumnou expedici(od r.1948)působící v Adélině zemi.
- Adèle Blanc-Sec  – fiktivní hrdinka kreslených komiksů Jacquese Tardiho a těmito komiksy inspirovaného filmu  (Les Aventures extraordinaires d'Adèle Blanc-Sec, česky Tajemství mumie, 2010)